# Saint-Léger-des-Vignes
Pour les articles homonymes, voir Saint-Léger et Vignes.
Ne doit pas être confondue avec la commune de Saint-Léger-les-Vignes, située dans le département de la Loire-Atlantique.
Saint-Léger-des-Vignes est une commune française située dans le département de la Nièvre, en région Bourgogne-Franche-Comté.

## Géographie

### Localisation
Saint-Léger-des-Vignes est située dans le sud de la Nièvre, sur la route départementale 981. Elle se situe à :
- 3 km de Decize ;
- 6 km de La Machine ;
- 32 km au sud-est de Nevers ;
- 32 km au nord de Moulins (Allier) ;
- 150 km au sud-ouest de Dijon.

### Hydrographie
Elle se situe au point de départ du canal du Nivernais et en bordure de la Loire. Au confluent de la Loire et de l'Aron, et à la jonction du canal du Nivernais et du canal latéral à la Loire, c'est un véritable carrefour de voies navigables.

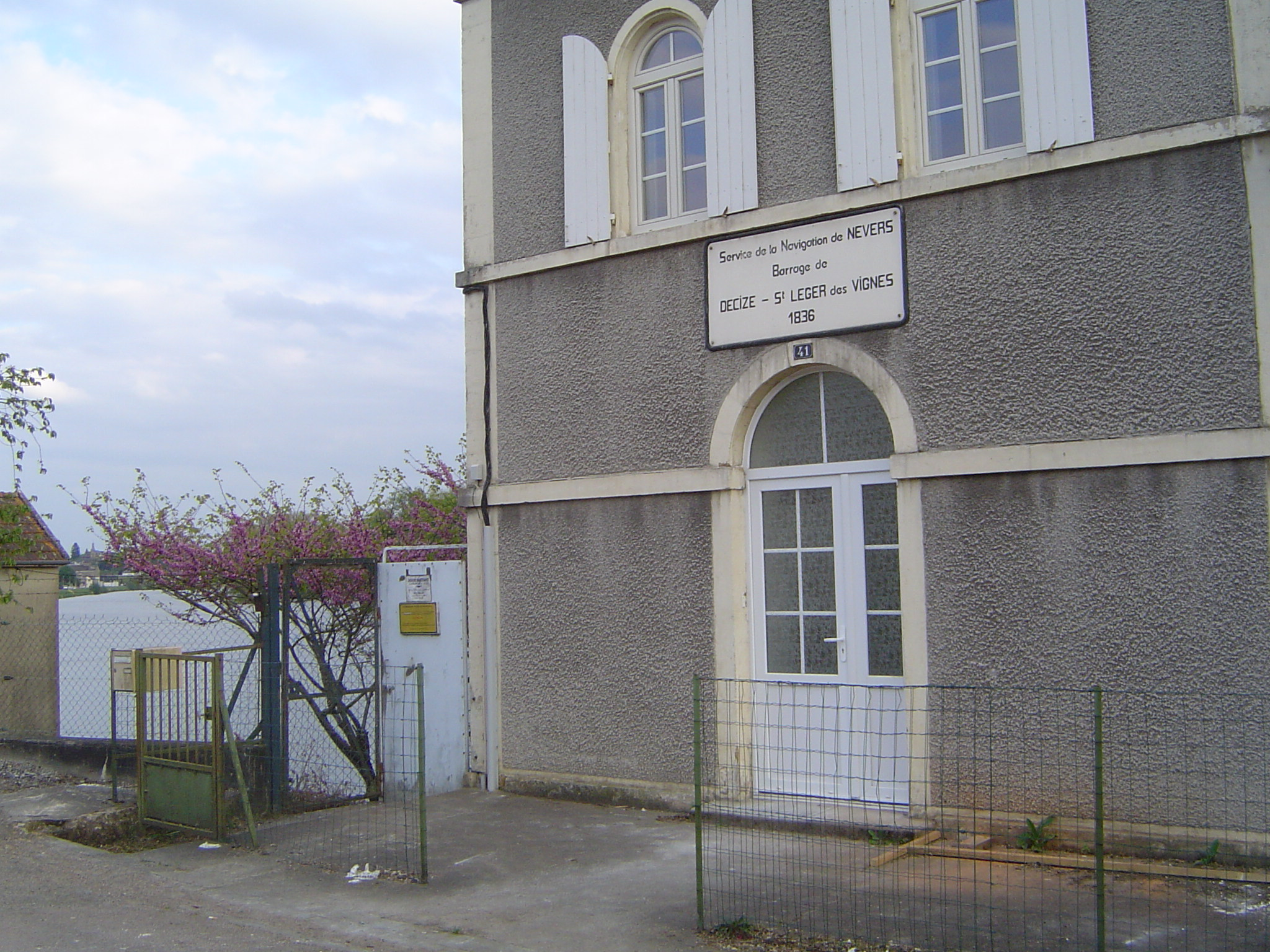
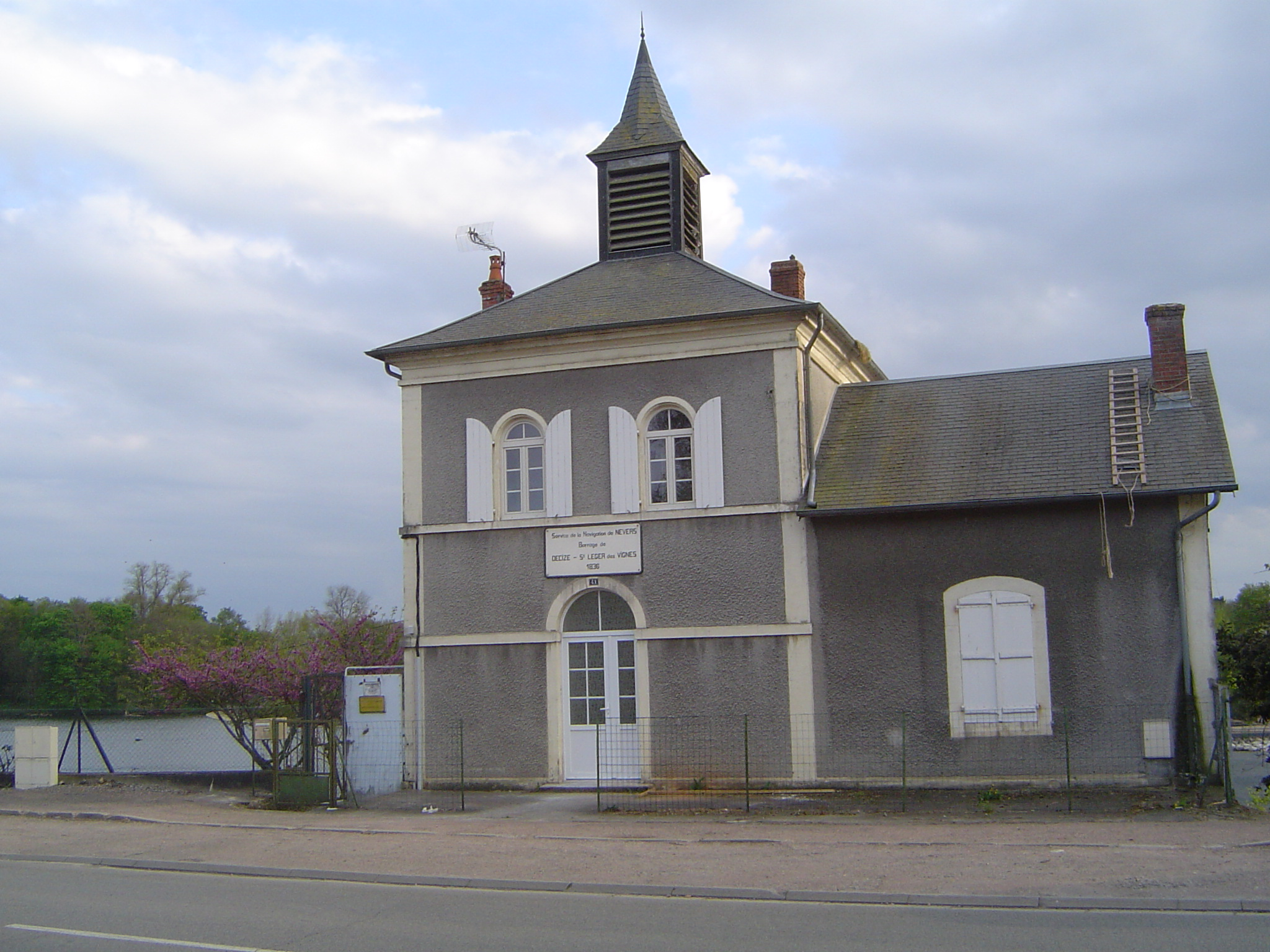
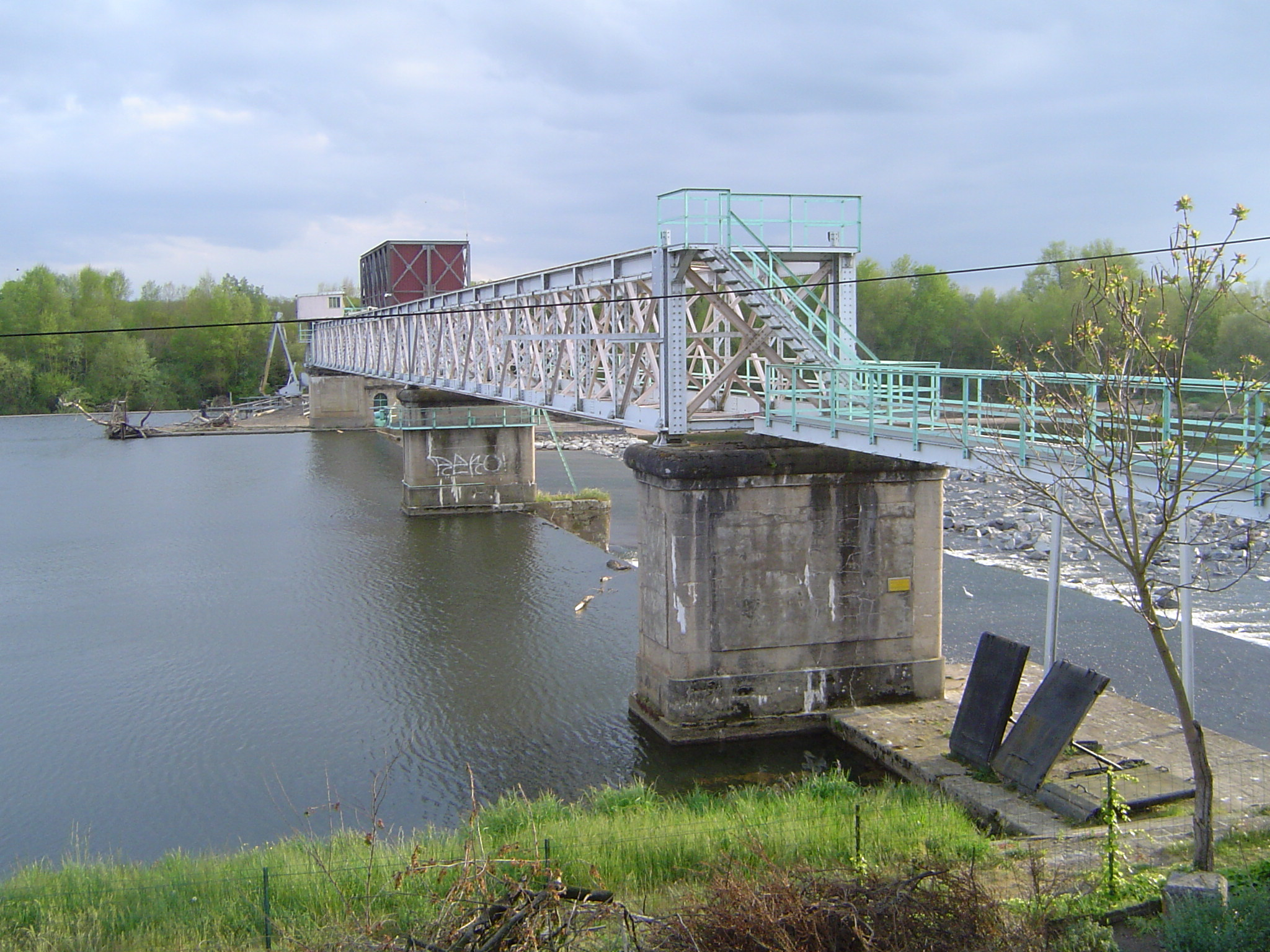
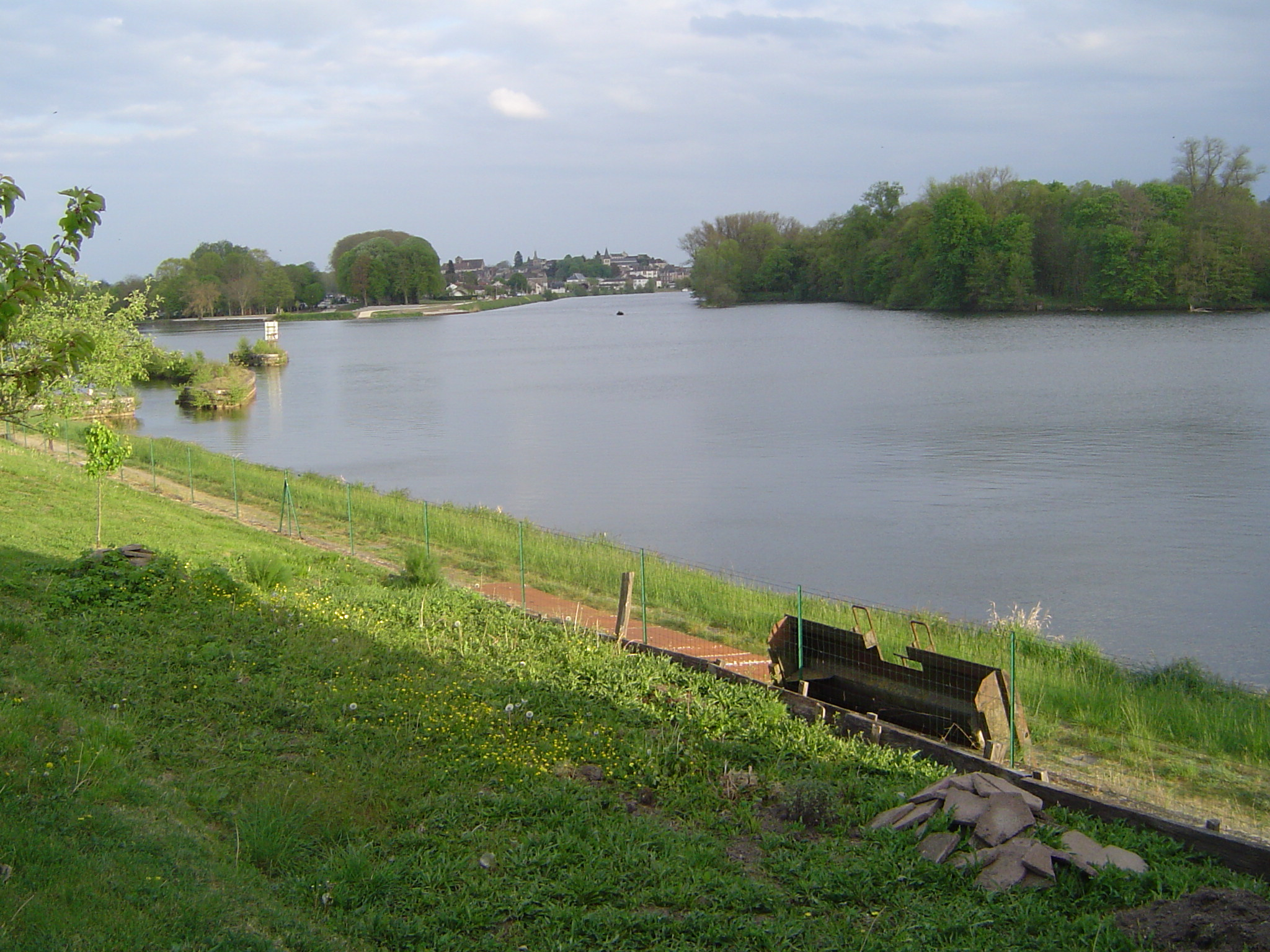

### Communes limitrophes
Les communes limitrophes sont La Machine, Decize, Champvert et Sougy-sur-Loire.

### Climat
Pour des articles plus généraux, voir Climat de la Bourgogne-Franche-Comté et Climat de la Nièvre.
En 2010, le climat de la commune est de type climat océanique dégradé des plaines du Centre et du Nord, selon une étude du Centre national de la recherche scientifique s'appuyant sur une série de données couvrant la période 1971-2000. En 2020, Météo-France publie une typologie des climats de la France métropolitaine dans laquelle la commune est exposée à un climat océanique altéré et est dans la région climatique Centre et contreforts nord du Massif Central, caractérisée par un air sec en été et un bon ensoleillement.
Pour la période 1971-2000, la température annuelle moyenne est de 11 °C, avec une amplitude thermique annuelle de 16,2 °C. Le cumul annuel moyen de précipitations est de 823 mm, avec 12 jours de précipitations en janvier et 7,6 jours en juillet. Pour la période 1991-2020, la température moyenne annuelle observée sur la station météorologique de Météo-France la plus proche, « Fours », sur la commune de Fours à 20 km à vol d'oiseau, est de 11,4 °C et le cumul annuel moyen de précipitations est de 904,1 mm. 
La température maximale relevée sur cette station est de 40,8 °C, atteinte le 5 août 2003 ; la température minimale est de −13,2 °C, atteinte le 24 décembre 2001,,.
Les paramètres climatiques de la commune ont été estimés pour le milieu du siècle (2041-2070) selon différents scénarios d'émission de gaz à effet de serre à partir des nouvelles projections climatiques de référence DRIAS-2020. Ils sont consultables sur un site dédié publié par Météo-France en novembre 2022.

## Urbanisme

### Typologie
Au 1er janvier 2024, Saint-Léger-des-Vignes est catégorisée petite ville, selon la nouvelle grille communale de densité à sept niveaux définie par l'Insee en 2022.
Elle appartient à l'unité urbaine de Decize, une agglomération intra-départementale regroupant deux  communes, dont elle est une commune de la banlieue,,. Par ailleurs la commune fait partie de l'aire d'attraction de Decize, dont elle est une commune du pôle principal,. Cette aire, qui regroupe 13 communes, est catégorisée dans les aires de moins de 50 000 habitants,.

### Occupation des sols
L'occupation des sols de la commune, telle qu'elle ressort de la base de données européenne d’occupation biophysique des sols Corine Land Cover (CLC), est marquée par l'importance des forêts et milieux semi-naturels (39,4 % en 2018), une proportion sensiblement équivalente à celle de 1990 (39,6 %). La répartition détaillée en 2018 est la suivante : forêts (37,7 %), prairies (35,6 %), zones urbanisées (20 %), eaux continentales (3,1 %), milieux à végétation arbustive et/ou herbacée (1,7 %), zones industrielles ou commerciales et réseaux de communication (0,9 %), zones agricoles hétérogènes (0,8 %), espaces verts artificialisés, non agricoles (0,1 %). L'évolution de l’occupation des sols de la commune et de ses infrastructures peut être observée sur les différentes représentations cartographiques du territoire : la carte de Cassini (XVIIIe siècle), la carte d'état-major (1820-1866) et les cartes ou photos aériennes de l'IGN pour la période actuelle (1950 à aujourd'hui).

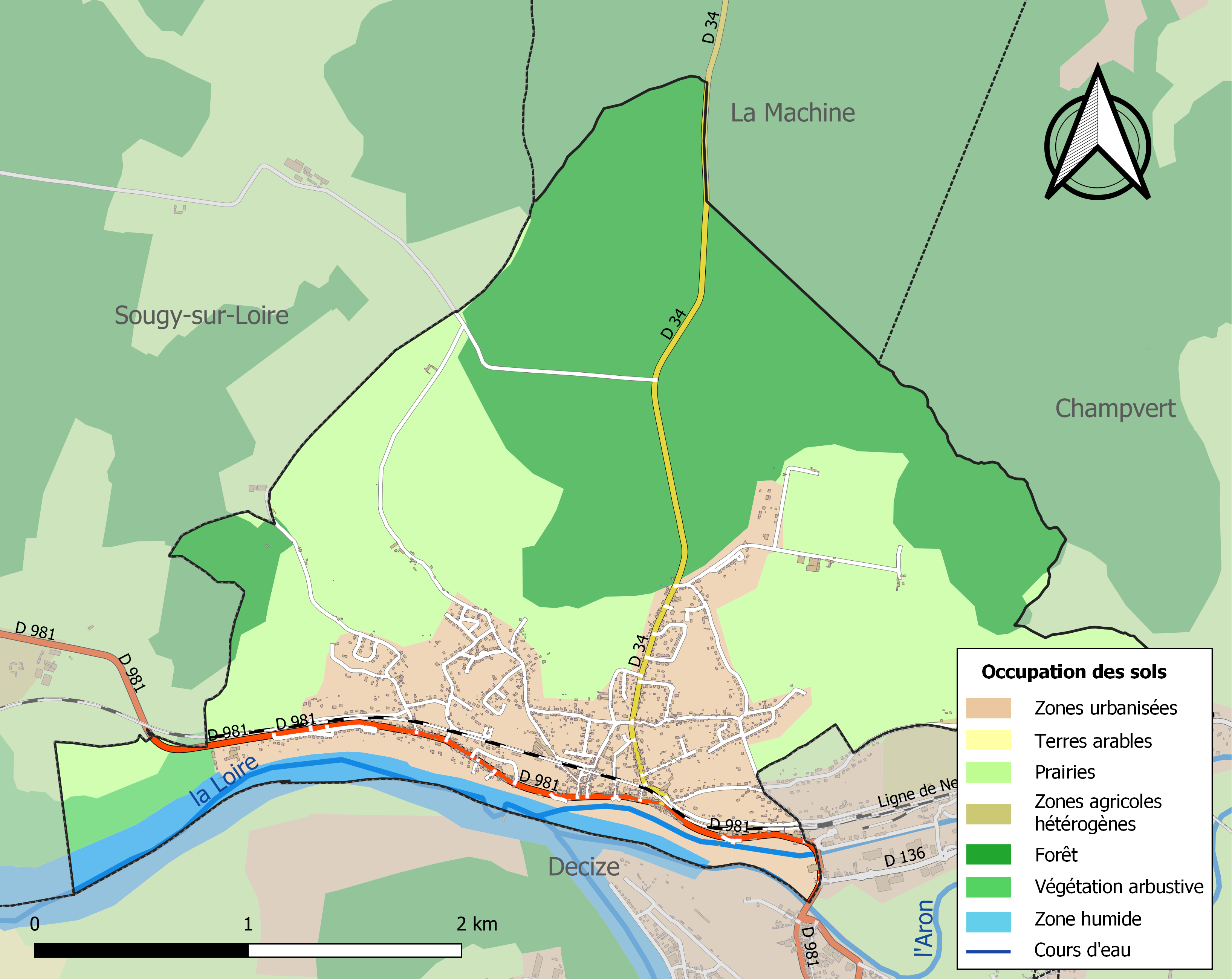
Carte des infrastructures et de l'occupation des sols de la commune en 2018 (CLC).

## Toponymie
Les collines de Saint-Léger sont exposées plein sud. C'est là que furent plantées les vignes qui donnèrent son nom à la ville.
Saint-Leger-des-Vignes a porté plusieurs noms au cours des siècles :
- Sanctus Léodgarius en 1152 ;
- Sancti Léodgarius in Vinéïs en 1396  ;
- Saint Ligier des Vignes en 1457 ;
- Saint Lige les Vignes lès Decize en 1689.

## Histoire

### Les verreries
C'est Bernard de Borniol, le 29 mai 1724, qui installe sa verrerie   sur le site de Saint-Léger, encore « Desize »[réf. nécessaire]. Elle fermera beaucoup plus tard en 1840. Mais une deuxième verrerie sera créée sur l'actuel emplacement du stade Fresneau. On y fabriquera des bouteilles jusqu'au 5 décembre 1931, quand l'établissement ferma ses portes.

### L'usine de caoutchouc
C'est l'usine de caoutchouc implantée dans la ville voisine de Decize qui fera vivre Saint-Léger. Ouverte en 1942, l'usine de Kleber (devenue aujourd'hui Sumiriko) fera implanter le magnifique centre Fresneau, nommé ainsi depuis François Fresneau de La Gataudière, sur l'ancien emplacement de la verrerie des années 1930.
Kleber-Colombes fera également construire par son architecte Otto Müller six villas modernes pour ses cadres en 1960.

## Politique et administration

### Liste des maires
| Période                                  | Période                       | Identité          | Étiquette | Qualité                                                |
| ---------------------------------------- | ----------------------------- | ----------------- | --------- | ------------------------------------------------------ |
| Les données manquantes sont à compléter. |                               |                   |           |                                                        |
| après guerre 1945/1947 ?                 | mars 1977                     | Pierre Perronnet  | PCF       | Conseiller général du canton de La Machine (1973-1979) |
| mars 1977                                | 2004                          | Robert Billoué    | PS        | Professeur                                             |
| 2004                                     | 2005                          | François Laitem   | PS        |                                                        |
| 2005                                     | mars 2014                     | Guy Leblanc       | PS        | Retraité                                               |
| mars 2014                                | mars 2020                     | Pascal Thevenet   | DVG       | Principal de collège                                   |
| Mai 2020                                 | En cours (au 21 octobre 2021) | Christophe Fragny | PS        | Conseiller retraite                                    |

## Population et société

### Démographie
L'évolution du nombre d'habitants est connue à travers les recensements de la population effectués dans la commune depuis 1793. Pour les communes de moins de 10 000 habitants, une enquête de recensement portant sur toute la population est réalisée tous les cinq ans, les populations de référence des années intermédiaires étant quant à elles estimées par interpolation ou extrapolation. Pour la commune, le premier recensement exhaustif entrant dans le cadre du nouveau dispositif a été réalisé en 2006.

En 2022, la commune comptait 1 669 habitants, en évolution de −12,2 % par rapport à 2016 (Nièvre : −3,28 %, France hors Mayotte : +2,11 %).
| 1793 | 1800 | 1806 | 1821 | 1831 | 1836  | 1841  | 1846  | 1851  |
| ---- | ---- | ---- | ---- | ---- | ----- | ----- | ----- | ----- |
| 850  | 702  | 598  | 456  | 790  | 1 189 | 1 254 | 1 366 | 1 549 |

| 1856  | 1861  | 1866  | 1872  | 1876  | 1881  | 1886  | 1891  | 1896  |
| ----- | ----- | ----- | ----- | ----- | ----- | ----- | ----- | ----- |
| 1 739 | 1 844 | 1 894 | 1 807 | 1 796 | 1 771 | 1 824 | 1 815 | 1 845 |

| 1901  | 1906  | 1911  | 1921  | 1926  | 1931  | 1936  | 1946  | 1954  |
| ----- | ----- | ----- | ----- | ----- | ----- | ----- | ----- | ----- |
| 1 790 | 1 792 | 1 789 | 1 864 | 1 659 | 1 780 | 1 529 | 1 709 | 1 857 |

| 1962  | 1968  | 1975  | 1982  | 1990  | 1999  | 2006  | 2011  | 2016  |
| ----- | ----- | ----- | ----- | ----- | ----- | ----- | ----- | ----- |
| 2 083 | 2 090 | 2 171 | 2 176 | 2 181 | 2 059 | 2 082 | 2 021 | 1 901 |

| 2021  | 2022  | - | - | - | - | - | - | - |
| ----- | ----- | - | - | - | - | - | - | - |
| 1 734 | 1 669 | - | - | - | - | - | - | - |

### Sports
Saint-Léger possède un complexe sportif important, le centre Fresneau où est notamment pratiqué le rugby. Les installations sportives du stade Fresneau sont parfois vantées comme les meilleures de toute la Nièvre.
Des tribunes de 3 000 places assises (dont 300 couvertes) sont bâties en 1951. Plusieurs sports y sont pratiqués sous l'égide de l'association omnisports Espérance Saint-Léger (ESL) (athlétisme, boxe, canoë/kayak, escalade, gymnastique, judo, tennis de table...), mais c'est le rugby à XV qui est le plus populaire.
Rugby à XV
L'« Espérance Saint-Léger rugby » qui porte les couleurs de l'usine (orange et bleu) se hisse en National 3 dans les années 1980 et manque de peu l'accession à la National 2. En 2017, le club fanion de Rugby devient champion de France de 1re série. En avril 2019, après 21 ans de purgatoire, l'ESL Rugby retrouve la Fédérale 3.

## Culture locale et patrimoine

### Lieux et monuments
Civils
Religieux
- Église Saint-Léger, à l'intérieur une statue groupe de Sainte Anne et la Vierge, en pierre polychrome, datée du XVIe siècle et  Classé MH (1974)[18].

### Personnalités liées à la commune
- Albert Mahaut (1867-1943), organiste aveugle né à Saint-Léger-des-Vignes.
- Jean-Marie Clamamus (1879-1973), homme politique né à Saint-Léger-des-Vignes.
- Claude de Burine (1931-2005), poétesse née à Saint-Léger-des-Vignes.
- Hubert Védrine (né en 1947), homme politique, conseiller municipal de Saint-Léger-des-Vignes de 1977 à 1995.
- Isei Colati (né en 1983), joueur de rugby à XV international fidjien membre de l'équipe de Saint-Léger.